# Turmhügel Obermelsendorf

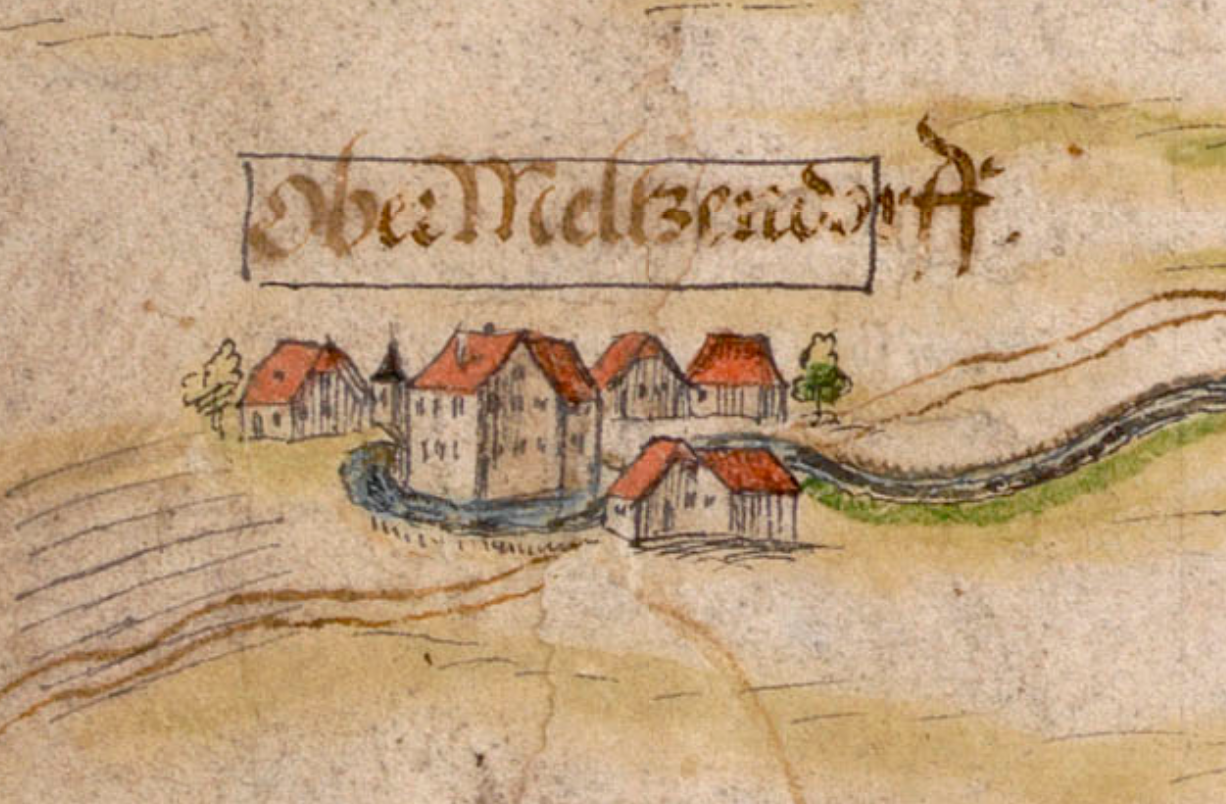
Darstellung der Burg Obermelsendorf auf einer Flurkarte (Ausschnitt von SBB, Bamberg, undatiert, wsl. 17. Jh.)

Der Turmhügel Obermelsendorf ist eine abgegangene mittelalterliche Turmhügelburg (Motte) am Südrand von Obermelsendorf, einem Gemeindeteil von Schlüsselfeld im Landkreis Bamberg in Bayern. Die Stelle ist als Bodendenkmal Nummer D-4-6229-0003 „Mittelalterlicher Turmhügel“ geschützt.

## Geschichte
Über diese Niederungsburg sind nur wenige konkrete historische oder archäologischen Informationen bekannt. In den Jahren 1333/34 werden die Reichsministerialen von Lauffenholz, Besitzer der Unterbürg in Laufamholz und des späteren Hallerschlosses in Mögeldorf, vom Hochstift Würzburg mit Lehen in Obermelsendorf versehen. 1346 wird ein Ulrich von Lauffenholz zu Obermelsendorf genannt. Derselbe empfing von Graf Gerlach von Hohenlohe Herrschaftsrechte in Weingartsgreuth zu Lehen. In den folgenden Jahrhunderten werden die von Lauffenholtz immer wieder im Zusammenhang mit Rechten in den umliegenden Ortschaften genannt. Mehrere Mitglieder der Familie liegen in St. Gertrud in Wachenroth bestattet. 1568 stirbt Adam von Lauffenholz in Obermelsendorf. Mit ihm erlischt das Geschlecht und Burg und Herrschaft Obermelsendorf gehen an die mit dem Verstorbenen verwandte Familie von Rosenberg. 1687 erwirbt Wolf Philipp von Schrottenberg Obermelsendorf, welches mit der Herrschaft Reichmannsdorf vereint wird.

## Beschreibung
Der quadratische Turmhügel liegt in einer sumpfigen Talniederung und hat einen Durchmesser von etwa 25 Metern. Seine Oberfläche ist stark zerwühlt. Umgeben ist der Turmhügel von einem 20 Meter breiten Graben, von einem möglichen Wall sind keine Reste erkennbar. Die Höhendifferenz zwischen der Oberfläche des Hügels und der Sohle des Grabens beträgt noch zwei Meter. Im Jahr 1837 waren von der Burg noch Reste von Mauerwerk sichtbar, sie wurden aber später restlos abgetragen. Ursprünglich dürfte es sich bei der Anlage um einen einzelnen Turm aus Holz oder einen Steinernen mit Fachwerkaufbau gehandelt haben, wie für die Turmhügelburgen üblich. Einen späteren Ausbau der Burg belegt ein schematische Abbildung der Anlage, die sich auf einer Flurkarte erhalten hat. Sie liegt unter der Signatur HV 23-102 in der Staatsbibliothek Bamberg. Aufgrund stilistischer Merkmale dürfte die Karte ins späte 16. oder frühe 17. Jh. datieren. Darauf wird ein zweistöckiges, L-förmiges Steingebäude mit einem Erker an der Nordwestecke gezeigt. Der L-förmige Grundriss lässt sich auch noch schematisch auf dem Lidar-Scan des Burgstalls erkennen. Urkataster, Luftbilder und der Lidar-Scan legen zudem die vormalige Existenz einer Vorburg im Westen der Anlage nahe.